# Bagnères-de-Bigorre
Bagnères-de-Bigorre é uma cidade da França.